# Die Simpsons (Familie)

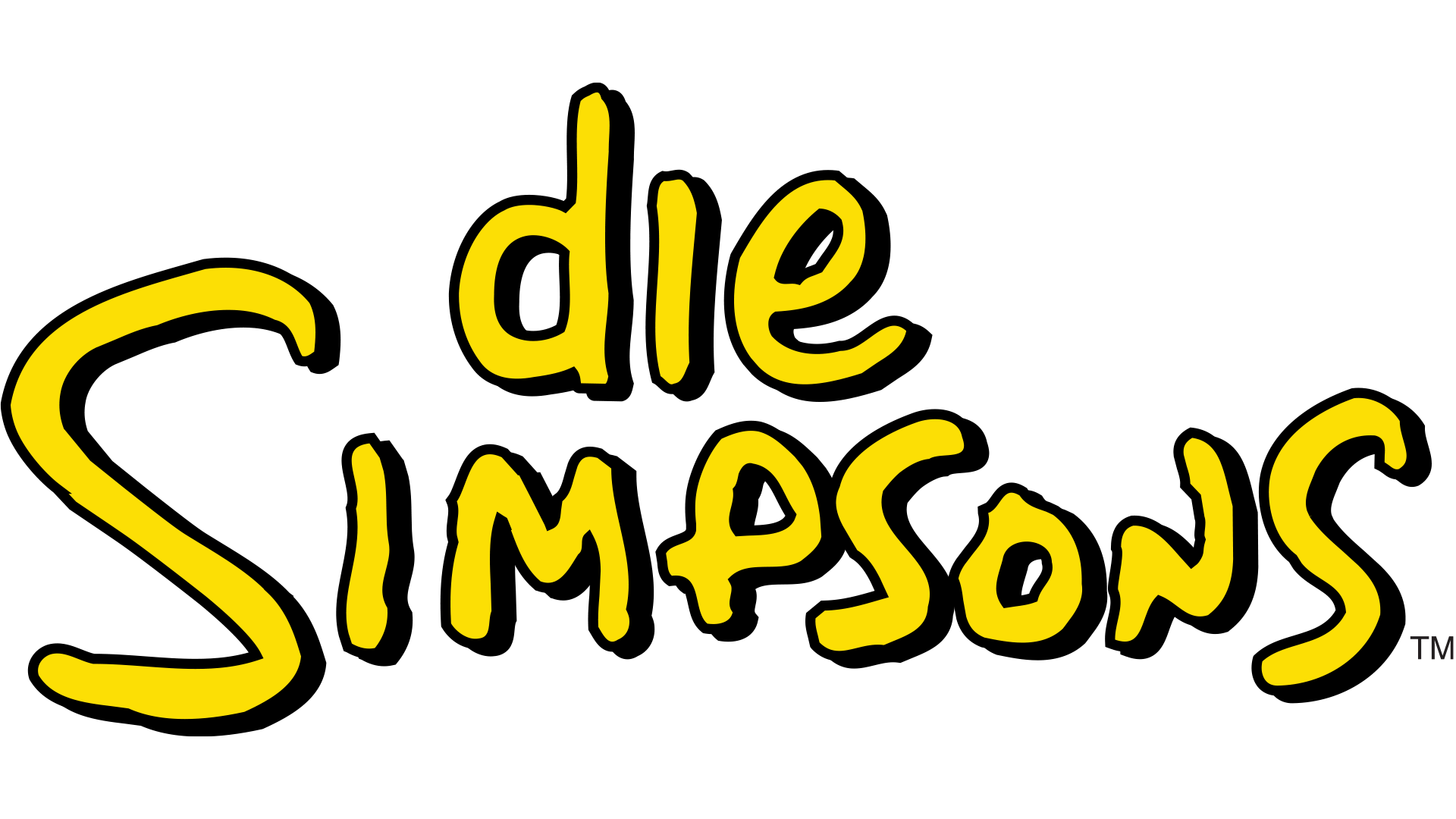
Simpsons-Logo

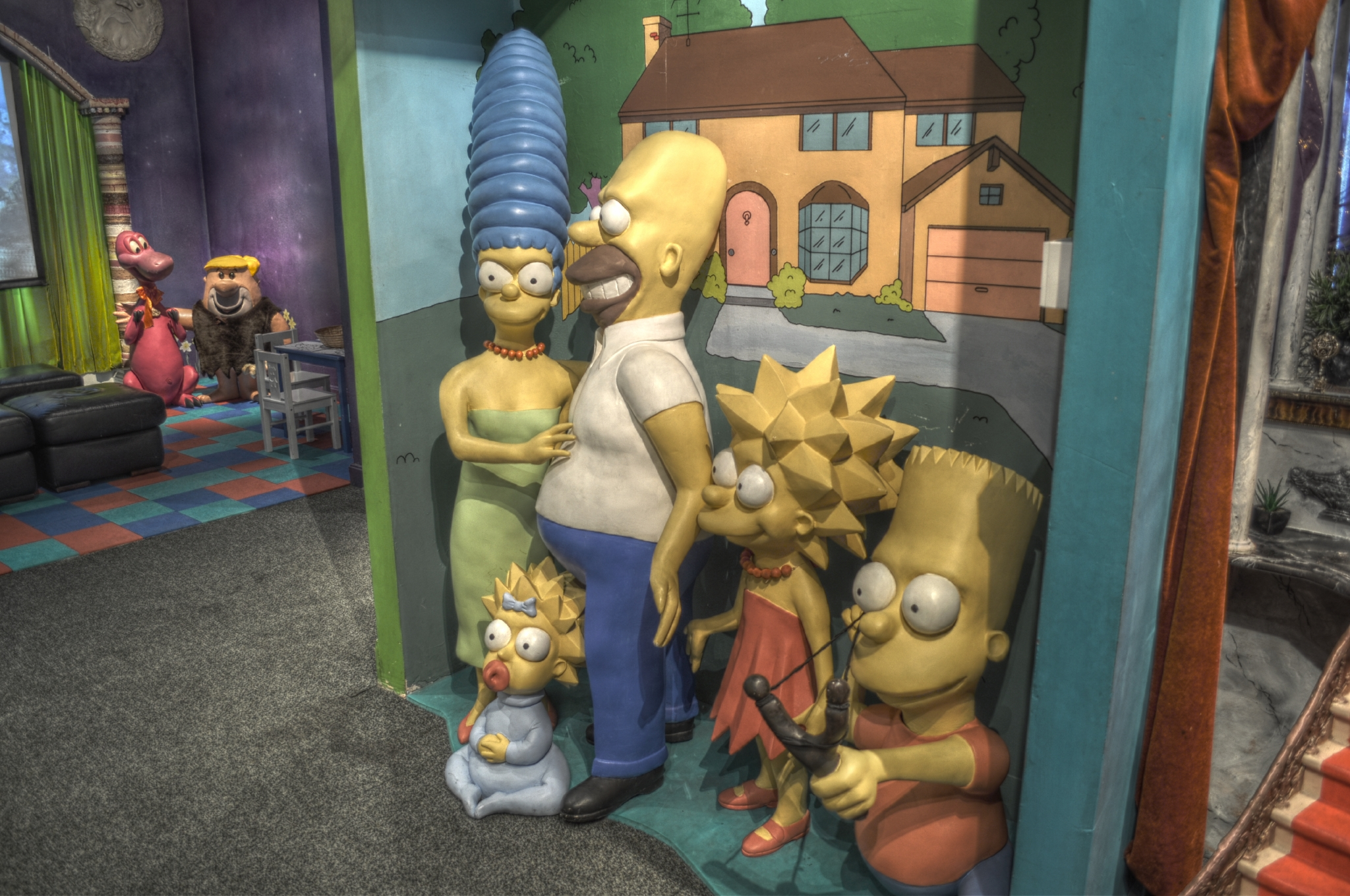
Die Simpson-Familie als Wachsfiguren

Die Mitglieder der fiktiven Familie Simpson sind die Hauptfiguren der Zeichentrickserie Die Simpsons. Die Familie besteht aus den Eltern Homer und Marge Simpson sowie den drei Kindern Bart, Lisa und Maggie.

## Homer Jay Simpson
Homer Jay Simpson, im Original gesprochen von Dan Castellaneta und in der deutschen Fassung, bis 2015, synchronisiert von Norbert Gastell – nach dessen Tod wurde die Synchronisation von Christoph Jablonka übernommen – ist der Vater von Bart, Lisa und Maggie und der Ehemann von Marge. Homers Alter variiert in den Folgen von 36 bis 42 Jahren.
Die Figur vereinigt mehrere Stereotype der US-amerikanischen Arbeiterklasse, etwa Übergewicht, Faulheit, Intoleranz, Inkompetenz und Gedankenlosigkeit. Die Komplexität des Charakters, der trotz seiner Herkunft aus der Unterschicht im Verlauf der Serie zahlreiche bemerkenswerte Erfahrungen macht, trug dazu bei, dass er nach Meinung etwa der Sunday Times als eine der beliebtesten humoristischen Kreationen der Gegenwart angesehen wird.
Er gerät durch seine Tollpatschigkeit immer wieder in absurde Situationen. Zu seinen Kindern hat er ein gemischtes Verhältnis. So streitet er zum Beispiel oft mit Bart und würgt ihn, wenn dieser etwas angestellt hat, hilft ihm jedoch auch, wenn er Probleme hat. Zudem unternimmt er mit seinem Sohn einige „Projekte“, wie Fett zu verkaufen, illegal Bier zu brauen oder eine Münzensammlung zu vervollständigen. Seine Beziehung zu Lisa ist besser, auch wenn er auf ihre Bedenken oder Aussagen meist mit Unverständnis reagiert. Er unterstützt sie aber oft bei ihren Vorhaben oder ihren Problemen, vor allem weil er sie nicht weinen sehen kann. Seine Bereitschaft ist häufig erkennbar, wenn Lisa Homer etwas fragt und Homer mit dem Satz antwortet: „Ja, mein Schatz?“ Sein Verhältnis zu Maggie ist hingegen deutlich distanzierter und er vergisst gelegentlich sogar ihren Namen („Achja, das Baby“). Oft hat Homer trotz seiner Dümmlichkeit geniale oder philosophische Momente.
Seine Kleidung sind fast immer ein weißes kurzärmeliges Hemd, eine blaue Hose und schwarze Herrenschuhe. Er arbeitet im Kernkraftwerk, wo sein Chef C. Montgomery Burns ist. Nach dem Feierabend ist er regelmäßig in Moes Taverne und trinkt dort Duff-Bier, mit seinen Freunden Barney Gumble, Lenny Leonard, Carl Carlson und weiteren.

## Marge Simpson
Die Figur der Marjorie „Marge“ Simpson (geb. Bouvier) wird im Original von Julie Kavner gesprochen. Bis Mitte Staffel 17 wurde sie in der deutschen Fassung von Elisabeth Volkmann synchronisiert, nach Volkmanns Tod im Juli 2006 von Anke Engelke.
Marge ist Homers Ehefrau und die Mutter von Bart, Lisa und Maggie. Die am 1. Oktober 1950 geborene, aber ewig 34-Jährige trägt ihre blauen Haare in einer hohen Turmfrisur. Marges Standardkleidung besteht aus einem grünen, trägerlosen Kleid, zu welchem sie eine rote Kugelkette trägt. Im Bett trägt sie in der Regel ein lila Nachthemd und eine Haube über ihrer Turmfrisur. Sie verbringt die meiste Zeit zu Hause und führt den Haushalt. Nur gelegentlich hat sie Phasen, in denen sie aus dieser Rolle ausbricht und etwas – in den Augen der anderen – völlig Irrationales tut. In wenigen Folgen ergreift Marge einen Beruf neben ihrer Tätigkeit im Haushalt. Dabei legt sie in der Regel ein beachtliches Geschick an den Tag, so z. B. als Polizistin oder als Immobilienmaklerin. Aufgrund von Gewissenskonflikten ist sie dann stets gezwungen, wieder zu ihrer gewohnten Rolle zurückzukehren.
Im Gegensatz zu Homer ist sie als moralische und bodenständige Person charakterisiert und bringt ihre Standpunkte immer wieder in Familiendiskussionen ein. Im Gegensatz zu Lisa argumentiert sie jedoch nicht von einem intellektuellen, sondern einem lebenspraktischen Standpunkt aus. Wenn Homer wieder eine seiner verrückten Ideen hat, ist Marge diejenige, die an mögliche Konsequenzen seines Handelns denkt und Homer bittet, sein Vorhaben aufzugeben. Zumeist gelingt es ihr allerdings nicht, ihn umzustimmen, was sie dann nicht selten mit ihrem charakteristischen Grummeln quittiert. In ihrem Auftreten gegenüber Homer wie auch anderen Menschen ist sie ansonsten meist zurückhaltend und wenig selbstbewusst; doch in Themen, die ihr wichtig sind, kann sie durchaus zur Meinungsführerin werden. So ist sie häufig in Stadtversammlungen oder gemeinnützigen Komitees zu sehen. Marge hält die Familie zusammen und ist die erste Ansprechpartnerin, wenn Probleme auftauchen.
Marge besuchte dieselbe Highschool wie Homer. Damals hatte sie noch lange, glatte Haare und war eine überzeugte Feministin. Schon in ihrer Jugend interessierte sie sich für Kunst und Malerei. Sie hat deshalb auch Kunst studiert. Sie war das einzige Mädchen, das Homer etwas abgewinnen konnte. Trotz gelegentlicher Streitereien liebt Marge Homer immer noch wie am ersten Tag. In ihrer Jugend schwärmte Marge für Ringo Starr und malte Bilder von ihm. Sie ist zudem Fan von Tom Jones. Sie hat mehrere Bewunderer, unter anderem Artie Ziff, Mr. Burns, Disco Stu, Moe und den schönen Jaques und wird oft als sehr attraktive Frau beschrieben.
In der Novemberausgabe 2009 der US-Version des Playboy war sie Covergirl. Das Cover wurde inspiriert von dem Coverfoto der Oktoberausgabe 1971 des Playboy, auf dem Darine Stern zu sehen ist. Marge als Covergirl war eine Aktion des Playboy anlässlich des 20-jährigen Jubiläums der Serie. Zudem war es ein Versuch der Betreiber des Magazins, wieder jüngere Leser zum Kauf zu animieren.

## Bart Simpson
Bartholomew Jo-Jo „Bart“ Simpson alias Bartman, alias El Barto wird im Original gesprochen von Nancy Cartwright und in der deutschen Fassung von Sandra Schwittau synchronisiert. Der Name „Bart“ ist ein Anagramm aus dem englischen Wort brat (deutsch Quälgeist).
Er ist zehn Jahre alt, Linkshänder und als vorpubertärer Junge charakterisiert, der über ein unerschöpfliches Repertoire an Streichen verfügt. Diese reichen von harmlosen Scherzanrufen in Moes Kneipe (zum Beispiel: Ist hier jemand, der Reinsch heißt?) bis hin zu grobem Unfug, der ernste diplomatische Zwischenfälle verursachen kann (Bart gegen Australien). Bart trägt – bis auf Szenen im Urlaub, an Feiertagen oder am Sonntag, wenn die Familie in die Kirche geht – stets ein oranges T-Shirt, eine kurze blaue Hose und blaue Turnschuhe mit weißen Socken.
Bart steht auf Kriegsfuß mit der Schule. Er besucht mit mäßigem Erfolg die Springfield Elementary School (Grundschule Springfield) und treibt die Lehrerin Ms. Krabappel, den Rektor Seymour Skinner und den Hausmeister Willie regelmäßig in den Wahnsinn. Im Vorspann jeder Folge ist zu sehen, wie er nachsitzen und zur Strafe einen von Folge zu Folge wechselnden Satz mehrfach an die Wandtafel schreiben muss.
Barts bester Freund ist Milhouse, obwohl dieser eher ein Verlierer ist und oft von den Schlägern verprügelt wird. Auch für seine Familie ist Bart da, wenn es nötig ist, auch wenn er sie oft genug mit seinen Streichen überfällt. Mit seiner Schwester Lisa streitet er sich oft und steigt daher in die Rolle des „bösen Bruders“ ein, wobei er aber in manchen Folgen seiner Schwester hilft und seine wahren Gefühle für sie zeigt. Des Öfteren kommt es dann dazu, dass sie gemeinsam Probleme von enormer Bedeutung lösen.
Bart ist ein großer Fan von Krusty, dem Clown, der ihn jedoch nie erkennt, obwohl Bart ihn schon mehrmals aus misslichen Lagen befreit hat. Auch die Itchy & Scratchy Show spielt in seinem Leben eine große Rolle. Zu seinen Hobbys zählen sein Skateboard, Videospiele, das Baumhaus, Comics und Baseball.
Als Erzfeinde Barts sind die vier Schläger Nelson, Jimbo, Dolph und Kearney charakterisiert, die regelmäßig das Essensgeld aus ihm herausprügeln (wobei sie in der ersten Staffel bei ihrem ersten Auftritt kurzzeitig Freunde Barts waren) und Tingeltangel-Bob, der nach Barts Leben trachtet, weil dieser ihn mehrmals ins Gefängnis gebracht hat. Die Feindschaft ist Thema zahlreicher Folgen.
Bart sprüht manchmal mit roter Farbe aus einer Spraydose u. a. Skinner Stinks an Wände. Dann setzt er unter jedes seiner Werke seine Signatur El Barto. Der Polizei von Springfield ist immer noch nicht bekannt, wer El Barto ist.
Bart hat große Momente: So ist er Entdecker von Blinki, dem dreiäugigen Fisch, der durch die ionisierende Strahlung des Springfielder Kernkraftwerkes entstanden ist. Außerdem entdeckte er einen Kometen, der Springfield fast zerstört (Barts Komet).
Seine ersten Worte waren „Ay Caramba“, während er Homer und Marge mutmaßlich beim Geschlechtsverkehr zusah. Dieser Ausspruch ist einer der Running Gags der Serie. Weiterhin ist auffällig, dass Bart Homer selten Dad nennt, sondern immer nur Homer, was diesen oftmals stark verärgert. In den ersten vier Staffeln gab es außerdem einen anderen Running Gag bezüglich Bart: Er machte Scherzanrufe bei Moe und stellte Fragen wie „Ist hier jemand, der Dünsch heißt?“ Mit der Zeit ließen diese Anrufe nach und tauchten nach der vierten Staffel nicht auf. In einem Audio-Kommentar einer Simpsons-Folge wird von den Produzenten erwähnt, dass ihnen die Ideen für die Scherzanrufe ausgingen.

## Lisa Simpson
Lisa Marie Simpson, im Original synchronisiert von Yeardley Smith und in der deutschen Fassung von Sabine Bohlmann, ist die hochbegabte achtjährige Tochter der Simpsons. Ihr Intelligenzquotient liegt über dem von 98 % der Bevölkerung, und zwar bei 159. Damit erreicht sie das Kriterium zur Mitgliedschaft bei Mensa und ist diesem Verein für Hochbegabte auch beigetreten. Sie repräsentiert die missverstandene Intellektuelle in der Familie. Lisa hat eine gelbe, zackenförmige Frisur, die ihren Oberkopf aus jeder Perspektive wie einen Stern aussehen lässt. Ihre Standardkleidung ist ein rotes Kleid ohne Träger, das in Fransen endet, daneben trägt sie eine weiße Perlenkette als Halsschmuck.
Auch wenn sie intensiv lernt, steht Lisas schulischer Erfolg außer Frage. Zugleich ist diese Figur von den Autoren der Serie als frühreife Persönlichkeit mit starken moralischen Grundsätzen angelegt. Sie steht in starkem Kontrast zu ihren Altersgenossen durch einen großen Kritizismus.
Obwohl sie erst acht Jahre alt ist, engagiert sich Lisa schon stark politisch und ökologisch. So ist sie überzeugte Feministin und engagiert sich für Natur- und Tierschutz. Lisa ist im Gegensatz zum Rest der Familie auch welt- und gesellschaftspolitisch interessiert, mit demokratischer Grundhaltung. Nur manchmal neigt sie dazu, sich ihrem Umfeld anzupassen.
Im Allgemeinen zeigt Lisa ein weitgefächertes Interesse an Musik und nahezu allen kulturellen Themen. Seit der Folge Lisa als Vegetarierin isst sie kein Fleisch mehr und in der Episode Allein ihr fehlt der Glaube vollzieht Lisa außerdem die Wende zum Buddhismus.
Lisa liebt Jazzmusik und spielt selbst Baritonsaxophon. Außerdem ist sie Mitglied des Schulorchesters. Ihre Leidenschaft für Musik begann schon in jungen Jahren. Als Kompensation für eine (aufgrund finanzieller Probleme der Eltern) nicht mögliche Begabtenausbildung an einer Privatschule sollte Lisa musikalisch gefördert werden und durfte sich im Beisein ihres Vaters ein Instrument aussuchen. In den melancholischen Klängen des Jazz ertränkt sie ihre Trübseligkeit. Als sie in einer der älteren Folgen dem virtuosen Jazz-Musiker Zahnfleischbluter-Murphy (der eine Schallplatte produzierte, die aber nicht erfolgreich war) begegnet, erlebt ihre Faszination für die Jazzmusik einen weiteren Aufschwung. Kurz vor seinem Tod erhält sie sein Saxophon. Ihre Liebe zum Saxophon zeigt sich auch dadurch, dass sie im Vorspann der Serie aus der Probe des Schulorchesters verwiesen wird, weil sie ein anderes Lied spielt als der Rest. Ihr Lieblingslied ist der „Genickbruch-Blues“. Außerdem ist sie Fan von Josh Groban.
Lisa ist im Kern als ein tragischer Charakter angelegt. Ihre große Begabung wird konterkariert durch ein allgemeines Missverstehen von der Familie und der im Grundsatz dummen, amerikanischen Erwachsenenwelt von Springfield. Nur ein Bruchteil der Bürger Springfields denkt genauso, versteht und respektiert sie. Ihre kritischen Fragen werden unbefriedigend beantwortet, so wie man Kindern antwortet. In der Grundschule scheint sie kaum einen Freundeskreis zu besitzen. In vielen Folgen spricht sie von Einsamkeit und zeigt sich melancholisch. Nur in wenigen Folgen werden engere Beziehungen zu Gleichaltrigen thematisiert, so verliebt sie sich etwa in den Rowdy Nelson, was überraschend ist, da er Lisa intellektuell deutlich unterlegen ist. Milhouse van Houten ist in Lisa verliebt und zeigt ihr das auch, allerdings lässt sie das kalt.
Zu Lisas Frühreife kontrastieren einige originär kindliche Charakterzüge. So ist es einer ihrer größten Wünsche, ein eigenes Pony zu besitzen. Ebenfalls hat sie eine Vorliebe für „Malibu-Stacy“-Puppen. Genauso wie Bart ist sie Fan der gewaltverherrlichenden Kinderserie Itchy & Scratchy.
Auch in der Familie nimmt Lisa meist eine Außenseiterrolle ein. Sie scheint keine echte Verbindung zu ihrem Vater zu besitzen, dennoch bemüht sie sich immer wieder, seine Aufmerksamkeit zu erregen und Zuneigung zu gewinnen. Anderseits hilft sie Homer oft mit ihren altklugen Ratschlägen, wenn er in der Klemme steckt. Diese beiden Charaktere könnten gegensätzlicher kaum sein.
Bart und Lisa haben wenige Gemeinsamkeiten. Im Gegensatz zu Bart engagiert Lisa sich für die Schule und betreibt ihre Interessen ernsthaft. Sie kann mit Barts Unreife in der Regel wenig anfangen und lässt ihn das auch spüren. Lisa fühlt sich ihrem Bruder intellektuell überlegen, während dieser versucht, seinen altersmäßigen Vorsprung auszuspielen. Streit zwischen den Geschwistern ist ein häufiges Thema innerhalb der Serie. Andererseits kann es vorkommen, dass die beiden sich sehr gut verstehen, wenn es um etwas geht, was beide interessiert, wie etwa Barts Scherzanrufe bei Moe oder die von beiden geliebte Zeichentrickserie Itchy & Scratchy. Außerdem war „Bart“ Lisas erstes Wort.
Die einzige Person in ihrer Familie, zu der Lisa eine etwas engere Beziehung aufbaut, ist ihre Mutter Marge. Doch Lisa kann mit der ihr vorgelebten Hausfrauenrolle nichts anfangen. Marge kann Lisas Begabung intellektuell nichts entgegensetzen und behandelt sie deshalb meist wie ein kleines Kind.

## Maggie Simpson
Margaret „Maggie“ Simpson (Originalsprecherin: Nancy Cartwright, dt. Spr.: Sabine Bohlmann) ist das jüngste Mitglied der Familie Simpson. Ihr Alter variiert je nach Episode zwischen ein und zwei Jahren. Maggie hat eine ähnliche Zackenfrisur wie ihre Schwester, nur befindet sich bei ihr ein Haarschleifchen über der Stirn. Sie trägt den ganzen Tag über einen Schlafsack-Strampelanzug. Allerdings trägt sie in den Folgen, die im Winter oder in Skigebieten spielen, einen Anzug, der aussieht wie ein Stern, mit dem sie aber auch nicht viel besser laufen kann. Außer dem saugenden Geräusch des Schnullers ist von ihr nicht viel zu hören. Ihr erstes Wort war „Daddy“ (Am Anfang war das Wort, im Original gesprochen von Elizabeth Taylor). Im Abspann des Simpsons-Kinofilms spricht das Baby das englische Wort „sequel“ bzw. in der deutschen Synchronfassung „Fortsetzung“. Maggies Schweigsamkeit war lange Zeit ein feststehender Fakt der Serie. Selbst in Folgen, die in der Zukunft spielen, ist von Maggie als Teenager durch verschiedene Zufälle kein Wort zu hören.
Oft hat sie „erwachsene Züge“, weil sie genau versteht, was von den Erwachsenen gesagt wird und dementsprechend reagiert. Sie weiß z. B., was eine Biedermeier-Anrichte ist, kann mit ihren Spielzeugklötzchen die Worte Eis, Reis, Preis oder auch die Formel E = mc² legen und ihren eigenen Namen auf ihrem „Etch-A-Sketch“ schreiben.
Das Verhältnis zu Homer erscheint besorgniserregend: Er vergisst öfter ihren Namen („Oh, das Baby/das andere Kind“), auch sie scheint sich nicht sehr für ihn zu interessieren. Marge dagegen hat zu Maggie ein inniges Verhältnis. Zu ihrem Bruder hat Maggie kein besonderes Verhältnis. So liebt sie zum Beispiel den Fernseher mehr als Bart.
Maggie sind vier eigene Kurzfilme mit ihr als Hauptfigur gewidmet, Der längste Kita-Tag, Spiel mit dem Schicksal, Das Erwachen der Macht aus ihrem Nickerchen und Rogue nicht ganz One. Der längste Kita-Tag wurde in den Kinos vor Ice Age 4 – Voll verschoben und Spiel mit dem Schicksal vor Onward gezeigt. Das Erwachen der Macht aus ihrem Nickerchen und Rogue nicht ganz One wurden exklusiv auf Disney Plus gezeigt.

## Haustiere

### Knecht Ruprecht
Knecht Ruprecht (Santa’s Little Helper), ein Greyhound, meist synchronisiert von Ivar Combrinck, ist der Hund der Simpsons und Barts Haustier. Er wurde in der ersten Episode Es weihnachtet schwer von Homer und Bart nach einem Windhundrennen „aufgelesen“. Knecht Ruprecht wurde von seinem vorhergehenden Besitzer verstoßen, da er bei den Rennen immer Letzter wurde und ein nicht erziehbarer und unfolgsamer Hund ist. Er hat zu Bart eine gute Beziehung, welche jedoch in manchen Folgen auf die Probe gestellt wird. Er spielt oft keine große Rolle in den Folgen und wird auch von den anderen Familienmitgliedern kaum beachtet.
Originalsprecher: Frank Welker; manchmal auch Dan Castellaneta

### Snowball
Snowball (I) war die erste Katze der Simpsons und erhielt ihren Namen aufgrund ihres weißen Fells. Die Katze wurde 1988 geboren und 1990 am Weihnachtsabend von Clovis, dem derangierten Bruder des Bürgermeisters Quimby, überfahren. Darauf folgte mit Snowball II eine schwarze Katze, die im Andenken an ihre Vorgängerin den gleichen Namen erhielt. Nachdem auch sie verstorben war, folgten Snowball III (eine rote Katze) und Coltrane (Snowball IV, eine weiße Katze), bevor die darauf folgende wieder eine schwarze Katze war, die wieder Snowball II getauft wurde, um Geld für einen neuen Napf zu sparen (Episode Häuptling Knock-A-Homer). Snowball ist von noch geringerer Bedeutung als Knecht Ruprecht und gilt, wenn sie einmal eingehender thematisiert wird, als Lisas Haustier.

## Verwandtschaft

### Simpsons

#### Abraham Jebediah „Abe“ Simpson
Abraham Jebediah Simpson, ursprünglich synchronisiert von Walter Reichelt, später von Ulrich Bernsdorff, Horst Raspe, Michael Rüth und Hans-Rainer Müller, ist der Vater von Homer und ziemlich verkalkt. Er wohnt im Altersheim von Springfield, in dem er auch den Großteil seiner Freizeit verbringt. Abe ist befreundet mit Jasper, streitet sich aber auch oft mit ihm. Er war Teilnehmer des Zweiten Weltkriegs. Seine Kriegserzählungen widersprechen sich gelegentlich: In einer Episode ist er 1944 während der Ardennenoffensive Sergeant der fliegenden Höllenfische und hätte sogar fast Adolf Hitler getötet, in einer anderen Folge behauptet er, er wäre 1943 mit dem Fallschirm über Düsseldorf abgesprungen und hätte sich bis Kriegsende als Kabarettsängerin verkleidet durchgeschlagen. In einer weiteren Episode wiederum wird er als Marineflieger im Pazifikkrieg eingesetzt. In der Folge Das literarische Duett erzählt er, dass er ein Attentat auf Hitler verhindert und später mit ihm zu Abend gegessen habe. Wegen seiner exzellenten Fehlleistungen im Umgang mit Minen wurde ihm das Eiserne Kreuz verliehen. Kurz vor seiner Heirat mit Homers Mutter verbrachte er eine Nacht mit einer Prostituierten, wobei – zu beider Entsetzen – sein erster Sohn Herb herauskam. Mit seiner alten Liebe Edwina hat er noch eine Tochter Abbey, die in London lebt und Homer wie aus dem Gesicht geschnitten ähnelt.
Mitte der 1960er heiratete er Homers Mutter Mona Simpson. Nach dem Verschwinden seiner Frau ging es mit ihm finanziell bergab. Damals hauste er in einer verdreckten Bude mit schmutzigem Lüftungsschacht. Er erzählt immer – zumeist frei erfundene – Anekdoten, die niemand hören will. Allerdings schläft er oft schon nach dem zweiten Satz im Stehen ein. Er ist bei dem Rest der Simpson-Sippe besonders dann beliebt, wenn es um finanzielle Hilfe und Erbschaften geht, wird aber meist aktiv von den Familienmitgliedern ignoriert. Obwohl er öfters vergeblich den Kontakt zu seinem Sohn sucht, ist er später viel zu stolz, um mögliche väterliche Gefühle zuzugeben. Seinen Sohn Herbert lernt Abe durch unglückliche Zufälle nie kennen. In früheren Folgen hat er, wie alle Bewohner des Altenheims, eine Vorliebe für die Fernsehserie Matlock.
In der Folge Corrida de Toro, in der Grampa Simpson Stierkämpfer wird, erzählt er Lisa, er sei 83 Jahre alt. Dies widerspricht sich jedoch mit anderen Folgen, nach denen er mindestens das Alter von Mr. Burns hat.
Homers Vater tauchte relativ früh auf, war aber anfangs noch namenlos und wurde in den ersten beiden Staffeln immer Grampa gerufen.
Erster Auftritt: Es weihnachtet schwer (Simpsons Roasting on an open Fire)
Originalsprecher: Dan Castellaneta

#### Mona Simpson †
Mona J. Simpson, synchronisiert von Inge Solbrig, ist die Mutter von Homer Simpson und Ehefrau von Abraham Simpson. In den sechziger Jahren bekam sie Kontakt zur Hippie-Bewegung und musste nach ihrer Beteiligung an einem Anschlag auf Mr. Burns’ Labor für biologische Waffen untertauchen. Abraham erzählte Homer, der noch sehr klein war, seine Mutter sei tot. Als Homer fälschlicherweise für tot erklärt wurde, kam Mona nach Springfield, um an seiner Beerdigung teilzunehmen. Dort trifft er sie wieder und erfährt somit, dass seine Mutter noch lebt. Allerdings taucht Mona bald wieder unter, da sie von der Polizei gesucht wird. Sie tritt aber in späteren Episoden wieder auf. Auf der Flucht vor der Polizei hatte sie die Decknamen Mona Stevens, Martha Stewart, Penelope Olsen und Muddie Mae Suggins. Sie liebt ihren Mann schon lange nicht mehr.
In der Folge Mona Leaves-a (der dritte Episodentitel mit einem Mona-Lisa-Wortspiel; deutscher Titel: Lebwohl, Mona!) stirbt sie. In ihrem Video-Testament fordert sie Homer auf, ihre Asche auf einem bestimmten Berg zu einer ganz bestimmten Uhrzeit im Wind zu verstreuen. Durch diesen letzten post mortem Protestakt (ausgeführt durch die Simpsons) zerstört Mona das Computersystem, mit dem Mr. Burns radioaktiven Abfall per Rakete im Amazonas-Regenwald entsorgen wollte.
Erster Auftritt: Ein Bruder für Homer (Oh Brother, Where Art Thou?)
Originalsprecher: Glenn Close; vereinzelt bei kleineren Auftritten Maggie Roswell bzw. Tress MacNeille

#### Herbert „Herb“ Powell
Herbert Powell, synchronisiert von Norbert Gastell, ist der Halbbruder von Homer Simpson und Sohn von Abraham Simpson und einer Prostituierten. Seine Eltern gaben das Kind im Waisenhaus von Shelbyville ab. Herbert wurde danach von einer Familie namens Powell adoptiert. Als Homer die Nachricht bekam, dass er einen Halbbruder hat, begann er, ihn zu suchen. Bald fand Homer die Adresse heraus und besuchte ihn in Detroit. Herbert war Chef eines Automobilunternehmens. Nachdem er entschieden hatte, Homer einen „Durchschnittsbürger-Wagen“ bauen zu lassen und dieses Projekt gescheitert war, wurde Herbert arm und obdachlos, da er sein gesamtes Vermögen in das Projekt investiert hatte.
In einer späteren Episode kommt er jedoch zurück: Als Homer 2000 Dollar gewinnt, steht Herbert in der Tür und schlägt vor, ein neues Projekt zu starten, für das er Homers Geld benötigt. Da Homers Familie ihm noch etwas schuldig ist, gibt sie ihm das Geld. Er erfindet einen „Babydolmetscher“, der ihm so viel Geld einbringt, dass er wieder zum Millionär wird. Homer und Herbert sehen fast gleich aus, außer dass Herbert noch seine braunen Haare hat und schlanker ist.
Im Unterschied zu Homer kümmert er sich besonders liebevoll und aufopfernd um Maggie. Seine Adoptiveltern scheinen ihm nicht viel zu bedeuten.
Originalsprecher: Danny DeVito

### Bouviers

#### Clancy Bouvier †
Clancy Bouvier ist der Ehemann von Jacqueline Bouvier und Vater von Marge Simpson. Clancy wird nur sehr selten erwähnt und hat in den verschiedenen Folgen, in denen er in Rückblenden auftritt, jeweils ein unterschiedliches Aussehen. Laut einem Comic aus der Heftserie Simpsons Illustrated kam er bei einer Achterbahnfahrt ums Leben. In Staffel 27 (Episode Grauer Dunst) verrät Jacqueline an ihrem 80. Geburtstag bei einem Besuch der Simpsons, dass er an Lungenkrebs gestorben ist. Sein Tod war schon zuvor bekannt, nicht jedoch die Ursache.
Erster Auftritt: Wie alles begann (The Way We Was)

#### Jacqueline „Jackie“ Bouvier
Jacqueline „Jackie“ Bouvier, ursprünglich synchronisiert von Elisabeth Volkmann und Eva-Maria Lahl, ist die Mutter von Marge Simpson sowie von Patty und Selma Bouvier. Ihr Ehemann Clancy ist angeblich bei einer Achterbahnfahrt ums Leben gekommen, in Wirklichkeit jedoch wegen Lungenkrebs gestorben. Sie ist sehr enttäuscht von Marge, meistens schlecht gelaunt und trägt ebenfalls eine Turmfrisur, die allerdings grau und nicht blau ist. Der Name ist eine Anspielung auf die Frau John F. Kennedys, Jacqueline „Jackie“ Lee Bouvier. Marges Mutter hatte einmal ein Verhältnis mit Homers Vater und war mit „Monty“ Burns verlobt, wobei es fast zu einer Hochzeit gekommen wäre.
Erster Auftritt: Lisa bläst Trübsal (Moaning Lisa)
Originalsprecherin: Julie Kavner

#### Selma Bouvier
Selma Bouvier, in Staffel eins synchronisiert von Ursula Mellin, bis zur Mitte der 17. Staffel synchronisiert von Elisabeth Volkmann, danach von Angelika Bender, ist 41 Jahre alt, eine der beiden älteren Schwestern von Marge Simpson, arbeitet in der Führerschein-Zulassungsstelle und ist Kettenraucherin. Im Gegensatz zu Patty hatte Selma schon viele Affären und war unter anderem mit Troy McClure und Tingeltangel-Bob verheiratet. Ihre Ehe mit Disco Stu wurde von Papst Johannes Paul II. annulliert. In derselben Folge erwähnt sie auch, viermal verheiratet gewesen zu sein. Dass sie auch den Namen „Hutz“ im Nachnamen trägt, lässt darauf schließen, dass der windige Rechtsanwalt Lionel Hutz ihr zweiter Ehemann (vor Troy McClure und Disco Stu) gewesen sein muss. In Ein unmögliches Paar heiratet sie (zum insgesamt fünften Mal) Homers Vater Abe, lässt sich jedoch wenig später wieder scheiden, wobei sie den Namen „Simpson“ behält. Das sechste und (bisher) letzte Mal heiratet sie Fat Tony, lässt sich jedoch kurz darauf wieder scheiden, da sie herausfindet, dass dieser schon verheiratet ist. Außerdem hat sie eine Affäre mit Artie Ziff, einem High-School-Verehrer ihrer Schwester Marge.
Sie weigert sich in einer weiteren Folge, den Kwik-E-Mart-Betreiber Apu zu heiraten, da ihr sein Nachname zu lang ist, um ihn zu ihrem hinzuzufügen. Anhand ihrer S-förmigen Ohrringe, ihres geteilten Haars, der ovalen Perlen ihrer Halskette und der Farbe ihres Kleides ist sie von ihrer Schwester zu unterscheiden. Selma hält sich einen alten Leguan namens Jub-Jub als Haustier und adoptiert in der 16. Staffel ein Baby aus China, das sie Ling nennt. Auch sie ist ganz fasziniert von MacGyver – auf ihn lassen beide Schwestern nichts kommen.
Erster Auftritt: Es weihnachtet schwer (Simpsons Roasting on an open Fire)
Originalsprecherin: Julie Kavner

#### Patty Bouvier
Patty Bouvier, in Staffel eins synchronisiert von Gudrun Vaupel, bis zur Mitte der 17. Staffel synchronisiert von Elisabeth Volkmann, danach von Angelika Bender, ist die Zwillingsschwester von Selma. Sie ist 41 Jahre alt, aber genau zwei Minuten jünger als Selma. Sie arbeitet mit ihrer Schwester Selma in der Führerschein-Zulassungsstelle von Springfield. Anhand ihrer dreieckigen Ohrringe, des nicht geteilten Haars und der runden Perlen ihrer Halskette ist sie von ihrer Schwester zu unterscheiden. Außerdem ist sie wie Selma Kettenraucherin und liebt MacGyver aus der gleichnamigen Fernsehserie.
Beinahe hätte sie den Schuldirektor Skinner geheiratet, doch aus Liebe zu ihrer Schwester tat sie es nicht. In der 16. Staffel outet sich Patty als lesbisch. Marge ist davon irritiert, aber Patty meint, man hätte dies vom Weltraum aus sehen können. Auch vorher hat es für den Zuschauer Hinweise gegeben. Auf einer Parade der Schwulen und Lesben war aus einem Schrank (Hinweis auf „coming out of the closet“, wörtlich: „aus dem Kleiderschrank herauskommen“) ihre krächzige Stimme zu hören, und in einem Halloween-Special meint sie, als sie Homer nackt durchs Haus laufen sieht, dass damit der letzte Rest ihrer Heterosexualität verlorengegangen sei. Die Episode Drum prüfe, wer sich ewig bindet, in der sie ihre Freundin Veronica heiraten will, sich aber herausstellt, dass diese in Wirklichkeit ein Mann ist, war eine Anspielung auf den Kleinkrieg um die Legalisierung gleichgeschlechtlicher Ehen, unter anderem in San Francisco. Sie löste in den USA bei der religiösen Rechten („Religious Right“) große Empörung aus, da sie, wie alle Folgen, im Vorabendprogramm für Kinder lief. Wie ihre Zwillingsschwester Selma hegt sie eine Abneigung gegenüber Homer, der von beiden Schwestern als unpassender Ehemann für ihre Schwester Marge empfunden wird. Immer wieder kommt es daher zu Streit zwischen Homer und den Zwillingsschwestern, der in der Regel stattfindet, wenn sie zu Besuch sind. Allerdings sind dies seltener offene Auseinandersetzungen, als vielmehr außerhalb der Hörweite von Homer bzw. den Schwestern geäußerte Beleidigungen. Insbesondere werden dabei Anspielungen auf die Beleibtheit und das Aussehen von Homer oder auch der Schwestern gemacht, die selber nicht sehr schlank sind.
Wie auch bei ihrer Schwester Selma wird in einigen Folgen ihre Unattraktivität hervorgehoben, so etwa durch stark behaarte Beine, Beleibtheit, Zigarettenrauch und die Notwendigkeit eines Mitesser-Entferners.
Erster Auftritt: Es weihnachtet schwer (Simpsons Roasting on an open Fire)
Originalsprecherin: Julie Kavner

#### Ling Bouvier
Ling ist Selmas Adoptivtochter aus China. Sie hat ihre „Mama“ sofort ins Herz geschlossen und versteht sich offenbar gut mit ihrer Cousine Maggie. Sie mag es Homers Augäpfel zu berühren und hat nach ihrer Adoption viele Cameo-Auftritte. In der Folge Stille Wässer sind adoptiv wird klar, dass Selma und Patty Ling abrichten. Sie ist inzwischen zu einem Kleinkind herangewachsen und kann schon lesen und gebrochen sprechen. Außerdem ist Ling eine Virtuosin und kann schon perfekt mit der Geige Eine kleine Nachtmusik von Mozart spielen. Patty und Selma mögen Mozart jedoch nicht und wollen, dass Ling Stücke von Beethoven spielt. Im Laufe der Zeit wird klar, dass Ling sich ihrer Mutter widersetzen möchte, aber nicht genügend Erfahrung dafür hat. Sie hat einen Intelligenzquotienten von 125, nur vier Punkte weniger als Maggie, die dagegen nicht lesen kann.
Erster Auftritt: Der lächelnde Buddha (Goo Goo Gai Pan)